# V391 Возничего
V391 Возничего (лат. V391 Aurigae) — одиночная переменная звезда в созвездии Возничего на расстоянии (вычисленном из значения параллакса) приблизительно 8002 световых лет (около 2453 парсеков) от Солнца. Видимая звёздная величина звезды — от +13m до +11,5m.

## Характеристики
V391 Возничего — красная пульсирующая полуправильная переменная S-звезда типа SRA (SRA) спектрального класса S. Эффективная температура — около 3293 K.